# Liste der Auszeichnungen von t.A.T.u.
Dies ist eine Übersicht über die Auszeichnungen des russischen Gesangsduos t.A.T.u. Die Liste folgt einer chronologischen Reihenfolge und gibt die englischen, international gebräuchlichen Bezeichnungen für die Preise an.

## 2009
| Land          | Preise |
| ------------- | ------ |
| Deutschland   | 1      |
| Finnland      | 2      |
| International | 13     |
| Italien       | 1      |
| Japan         | 3      |
| Russland      | 20     |
| Polen         | 4      |
| Insgesamt     | 45     |

### MTV Video of the Year
- Nominierung in der Kategorie "Video of the Year 2009" für Snegopady
- Nominierung in der Kategorie "Group of the Year Love Radio Award 2009"

## 2008

### MTV Russia Music Awards
- Gewonnen Legend MTV Award

### Poland Comet Awards 2008
- Gewonnen "Special Award" für das Lebenswerk

### Most Sexies Girls of Russian Pop by Sokolov
- Julija Wolkowa erreicht Platz 16[1]

### Billboard Magazine
- t.A.T.u. erreicht Platz 77 der 100 exotischsten Stimmen der Welt.

### VIVA Deutschland
- Platz 3 für All the Things She Said in der Kategorie "100 Most Shocking Music Moments".
- Platz 6 für t.A.T.u. in der Kategorie "100 Greatest Artists of All Time".

### VIVA Polen
- Platz 8 für Nas ne dogonjat in den Top 100 der besten Lieder seit Bestehen des Fernsehsenders[2]

### The 100 Most Beautiful Faces of 2008
- Die jährliche unabhängige Kritikerliste der 100 schönsten Prominenten-Gesichter der Welt.
- Julija Wolkowa erreicht Platz 91
- Jelena Katina erreicht Platz 77.[3]

### Die Top Schönheiten im Showbusiness des Perwy kanal
- Julija Wolkowa erreicht Platz 12 der Top 25.

### MTV Video of the Year
- Nominierung in der Kategorie "Video of the Year" für Bely Plaschtschik.[4]

## 2007

### Maxim Russia Top 100 Most Sexiest Girls
- Julija Wolkowa erreicht Platz 15[5]
- Jelena Katina erreicht Platz 53[6]

### Lunas del Auditorio
- Nominierung in der Kategorie Best Pop in Foreign Language.[7]

### Jabra Music Awards
- Nominierung in der Kategorie Best Band in the World, Platz 24 in der Zuschauerumfrage mit über 500.000 Teilnehmern[8]

### Popov Radio Awards
- Gewonnen Best Radio Contribution.
- Gewonnen Spezialpreis in der Kategorie Spreading Russian Music Worldwide[9]

### Channel One Sex Symbols Russian Stars
- Julija Wolkowa erreicht Platz 9[10]

### Rating Forbes Magazine top 50 Richest stars of Russian
- t.A.T.u. erreichen Platz 36[11]

### FHM Special Award
- Gewonnen Top 100 of the Sexiest Women.[12]

## 2006

### GQ MagazineRussia
- Gewonnen Women of the Year[13]

### MTV Europe Music Awards
- Nominierung in der Kategorie "Best Russian Act" für All About Us[14]

### MTV Russian Music Awards
- Gewonnen in der Kategorie "Best Video" für All About Us[15]
- Nominierung in der Kategorie "Best Group"[16]
- Nominierung in der Kategorie "Best Pop Project"
- Nominierung in der Kategorie "Artist of the Year"

### Russian ZD Award
- Gewonnen Spezialpreis „Exceptional Contribution to Russian Showbusiness“

### Rating Forbes Magazine top 50 Richest stars of Russian
- t.A.T.u. erreichen Platz 6[17]

### MUZ-TV Awards
- Gewonnen in der Kategorie "Best Group"[18]
- Gewonnen in der Kategorie "Best Video" für All About Us[19]
- Gewonnen in der Kategorie "Best Song" für All About Us
- Nominierung in der Kategorie "Album of the Year" für Ljudi Inwalidy

### Italian TRL Awards
- Gewonnen in der Kategorie "Best Group"[20]

### Sound Tape Awards
- Gewonnen in der Kategorie "Special International Artist Award"

### NRJ Radio Awards Finland
- Gewonnen in der Kategorie "Best International Group"[21]
- Gewonnen in der Kategorie "Best Pop Group".[22][23]

### MTV Asia
- "Artist Of The Month for January 2006"

## 2005

### FHM Music TV
- Platz 5 der "Most Sexy Videos" für All the Things She Said[24]

### BMI Pop Award (BMIHonors)
- Gewonnen für Not Gonna Get Us[25]

## 2004

### MTV Asia Awards
- Gewonnen in der Kategorie Favorite Breakthrough Artist

### College Song of the Year (BMIHonors)
- Gewonnen für All the Things She Said

### BMI Pop Award (BMIHonors)
- Gewonnen für All the Things She Said

### Japan Gold Disc Award
- Gewonnen in der Kategorie "Best New Artist International"[26]
- Gewonnen in der Kategorie "Rock Album of the Year International" für 200 km/h in the Wrong Lane[27]

## 2003

### RIAJ Million Award
- Gewonnen für über eine Million verkaufte Exemplare ihres Albums 200 km/h in the Wrong Lane in Japan.[28]

### IFPI Platinum Europe Award
- Gewonnen "IFPI Platinum Europe Award" für eine Million abgesetzter Exemplare des Albums 200 km/h in the Wrong Lane innerhalb Europas. t.A.T.u. ist die einzige Gruppe, die diesen Preis zweimal für das gleiche Album in zwei verschiedenen Sprachen erhielt.[29]

### NRJ Radio Awards
- Gewonnen in der Kategorie "Best International New Artist"[30]

### MAXIM Magazine U.S.A Hot 100 Video
- Platz 10 der "Hot Videos 2003"[31][32]

### Russian National Dance Music Award
- Gewonnen in der Kategorie "Best Dance Group National"

### World Music Awards
- Gewonnen in der Kategorie "Best Pop Group"[33]
- Gewonnen in der Kategorie "Best Duo"
- Gewonnen in der Kategorie "Best Dance Group"

### MTV Video Music Brasil
- Nominierung in der Kategorie "Best International Video" für All The Things She Said[34]

### MUZ-TV Awards
- Gewonnen in der Kategorie "Best Video" für Prostye Dvizheniya
- Nominierung in der Kategorie "Best Pop-Group"
- Nominierung in der Kategorie "Best Dance Act"
- Nominierung in der Kategorie "Best Album"

### Eurovision Song Contest 2003
- Platz 3 mit Ne wer, ne boisja[35]

### Comet Award VIVA
- Gewonnen in der Kategorie "Best Newcomer International"[36]

### Dvizhenie-2003 Awards
- Gewonnen in der Kategorie "Most popular groups"[37]

### MTV Video Music Awards Latinoamérica
- Nominierung in der Kategorie "Best New Artist — International"[38]

### Hit FM
- Gewonnen "100 Pound Hit" für Ne Ver’, Ne Boysia

### Polish Internet Music Awards
- Gewonnen in der Kategorie "Best International Band"
- Gewonnen in der Kategorie "Best International Album" für 200 km/h in the Wrong Lane[39].

### Eska Music Awards– Poland
- Gewonnen in der Kategorie "Event of the Year"

### MTV Europe Music Awards
- Nominierung in der Kategorie "Best Russian Act" mit Not Gonna Get Us[40]

## 2002

### IFPI Platinum Europe Award
- Gewonnen "IFPI Platinum Europe Award" für eine Million verkaufte Exemplare des Albums 200 Po Wstretschnoi innerhalb Europas.[41]

### Hit FM
- Gewonnen "100 Pound Hit" für Nas ne dogonjat

### Ovaciya Award
- Gewonnen in der Kategorie "Best song of the year" für Nas ne dogonjat

### Golden Gramophone Award
- Gewonnen in der Kategorie "Best Song" für Nas ne dogonjat[42]

### MTV Europe Music Awards
- Nominierung in der Kategorie "Best Russian Act" mit All the Things She Said[43]

## 2001

### MTV Video Music Awards
- Gewonnen in der Kategorie "Viewer Choice Best Russian Video" für Ja soschla s uma[44]

### Hit FM
- Gewonnen "100 Pound Hit" für Ja soschla s uma[45]

### Bed of the Year Award
- Gewonnen in der Kategorie "Sex Dissidents"[46]

### MTV Europe Music Awards
- Nominierung in der Kategorie "Best Russian Act" mit Nas ne dogonjat[47]

### MTV Russia Top 100 Music Videos of 2001
- Nas ne dogonjat erreicht Platz 1[48]
- Ja soschla s uma erreicht Platz 27[49]